# Lasturnatky
Lasturnatky (Ostracoda) jsou malí (jen několik mm měřící) zástupci monofyletické skupiny Pancrustacea tradičně řazení mezi korýše (Crustacea). Na Zemi jsou už od kambria, hlavní rozvoj zažili před asi 500 miliony let. Jejich fosilie potvrdily například to, že v Antarktidě v dry valleys kdysi panovalo klima podobné tomu v dnešních tundrových oblastech.. Nedávno byly také převratně objeveny 100 milionů let staré velké lasturnatčí spermie. Lasturnatky žijí jak u dna (součást bentosu) tak ve vodním sloupci (v planktonu), v mořských, sladkých i brakických vodách. Jejich potrava je různorodá.

## Charakteristika
Lasturnatky mají tělo pokryté dvouchlopňovou schránkou. Jejich tělní články splývají či jsou úplně redukované. Zadeček je buďto zakrnělý či chybí, hlava je jasně největším článkem s většinou končetin. Na hrudi je jen jeden pár končetin nebo i žádný. K plavání používají dva páry antenul a tří páry hrudních končetin. Mají také pár mandibul a dva páry maxil. Vylučovací soustavu tvoří žlázy na maxilách, anténách, či na obou. Cévní soustava (a s tou i srdce) chybí, krev obíhá mezi chlopněmi na schránce. Lasturnatky dýchají povrchem těla. Předpokládá se, že hlavním smyslem je hmat, protože na těle a končetinách se vyskytují obzvláště citlivé chlupy, i když na hlavě sedí jednoduché naupliové očko a u některých druhů je i pár složených očí.

### Rozmnožování
Většina lasturnatek snáší vajíčka buďto rovnou do vody (jako plankton) či je lepí na rostliny či objekty u dna. Některé druhy však uchovávají vajíčka ve schránce pro větší ochranu. Z vajíčka se vylíhne naupliová larva, od začátku s tvrdou schránkou. Larva se před dospělostí svlékne osmkrát.
Jak už bylo zmíněno, lasturnatky mají velké spermie – 6 až 10x delší, než je tělo dospělce a ty jsou svinuté ve pohlavní žláze samce (testis). Protože tak tomu bylo už před 100 miliony let, předpokládá se, že existovala a existuje silná sexuální konkurence mezi samicemi o samce. Vždy velké množství samic usiluje o kopulaci s daným samcem a ten, protože při rozmnožování investuje více energie do své velké spermie než ony do vajíčka, je zákonitě při partnerském výběru více vybíravý. Zatímco u lidí je spermie nejmenší buňkou, tak u těchto korýšů je to největší buňka jejich těla, je tedy energeticky náročná a zřejmě obsahuje výživu pro vajíčko. Další kuriozitou je, že samci mají dva penisy a samice dvě pochvy (gonopory).

## Zástupci
- Candona candida – kolem 1,2 mm, fazolovitá bílá schránka, tykadla bez plovacích štětin[5]
- lasturnatka hladinová (Notodromas monacha) – žlutavá schránka tvaru zaobleného pětiúhelníku, vyskytuje se v létě
- Eucypris virens – kolem 2,2 mm, hustě obrvená zelená schránka, obvykle je viděna na jaře
- lasturnatka velká (Cypris pubera)
- Cypris opthalmica